# Бретяк (деревня)
Бретяк (баш. Берәтәк) — деревня в Бурзянском районе Республики Башкортостан Российской Федерации. Входит в состав Аскаровского сельсовета.

## География

### Географическое положение
Расположена по берегу реки Нугуш, в месте впадения реки Малый Бретяк. Находится на региональной автотрассе 80К-026 Стерлитамак — Магнитогорск, на границе трех районов: Ишимбайского, Бурзянского и Белорецкого.
Расстояние до:
- районного центра (Старосубхангулово): 71 км,
- центра сельсовета (Аскарово): 22 км,
- ближайшей железнодорожной станции (Белорецк): 185 км.

## Население
| 2002 | 2009 | 2010 |
| ---- | ---- | ---- |
| 422  | ↗458 | ↘424 |

Согласно переписи 2002 года, преобладающая национальность — башкиры (100 %).

## Религия
В деревне есть мечеть.